# WWE Draft 2010
Il WWE Draft 2010 è stato un evento della World Wrestling Entertainment svoltosi nel corso della puntata di Raw del 26 aprile 2010.
I wrestler di Raw e SmackDown hanno combattuto in una serie di match interbrand; il vincitore di ogni incontro permetteva allo show di appartenenza di ottenere una scelta casuale.

## Risultati
| Wrestler      | Passa a   | Proviene da | Match |
| ------------- | --------- | ----------- | --- |
| Kelly Kelly   | SmackDown | Raw         | Layla e Michelle McCool (SmackDown) hanno sconfitto Eve Torres e Maryse (Raw) in un Tag team match                  |
| Big Show      | SmackDown | Raw         | CM Punk (SmackDown) ha sconfitto Evan Bourne (Raw)                                                                  |
| John Morrison | Raw       | SmackDown   | Santino Marella e Ted DiBiase Jr. (Raw) hanno vinto una Battle royal eliminando per ultimo Rey Mysterio (SmackDown) |
| R-Truth       | Raw       | SmackDown   | Santino Marella e Ted DiBiase Jr. (Raw) hanno vinto una Battle royal eliminando per ultimo Rey Mysterio (SmackDown) |
| Edge          | Raw       | SmackDown   | Santino Marella e Ted DiBiase Jr. (Raw) hanno vinto una Battle royal eliminando per ultimo Rey Mysterio (SmackDown) |
| Kofi Kingston | SmackDown | Raw         | Chris Jericho (SmackDown) ha sconfitto Christian (Raw)                                                              |
| Christian     | SmackDown | Raw         | Jack Swagger (SmackDown) ha sconfitto John Morrison (Raw)                                                           |
| Chris Jericho | Raw       | SmackDown   | Hornswoggle (Raw) ha sconfitto Dolph Ziggler (SmackDown)                                                            |